# Fideline Films
Ne doit pas être confondu avec Fidélité Productions.
Fideline Films est une société de production cinématographique fondée par Pierre Richard.

## Historique
Fondée en 1974 par Pierre Richard, elle produit la plupart des grands succès populaires dans lesquels Pierre Richard apparaît.
Son unique co-production est Les Compères, où le financement est notamment partagé avec Gérard Depardieu via DD Productions.
En 2013, La Gaumont rachète la société, dans une perspective de restauration de son catalogue.
La société est dissoute en 2018.

## Filmographie
- 1976 : Le Jouet de Francis Veber
- 1976 : Le Plein de super d'Alain Cavalier
- 1978 : Je suis timide mais je me soigne de Pierre Richard
- 1980 : C'est pas moi, c'est lui de Pierre Richard
- 1980 : Une nuit rêvée pour un poisson banal de Bernard Guillou
- 1981 : La Chèvre de Francis Veber
- 1983 : Les Compères de Francis Veber
- 1983 : La vie est un roman d'Alain Resnais
- 1983 : Un chien dans un jeu de quilles de Bernard Guillou
- 1984 : Le Jumeau d'Yves Robert
- 1986 : Les Fugitifs de Francis Veber
- 1987 : Parlez-moi du Che de Pierre Richard
- 1988 : À gauche en sortant de l'ascenseur d'Édouard Molinaro
- 1991 : On peut toujours rêver de Pierre Richard
- 1992 : À la vitesse d'un cheval au galop de Fabien Onteniente
- 1993 : La Cavale des fous de Marco Pico
- 1997 : Droit dans le mur de Pierre Richard